# Granges-la-Ville
Granges-la-Ville là một xã thuộc tỉnh Haute-Saône trong vùng Franche-Comté phía đông nước Pháp.